# Johan Frederik von Marschalck
 Der er for få eller ingen kildehenvisninger i denne artikel, hvilket er et problem. Du kan hjælpe ved at angive troværdige kilder til de påstande, som fremføres i artiklen.

Johan Frederik (Johann Friedrich) von Marschalck (26. november 1618 på Bremervörde – 16. marts 1679 på Bergenhus) var norsk kansler.
Han var søn af Levin von Marchalck. Han blev 14. april 1652 naturaliseret som dansk adelsmand og var hofjunker det følgende år, da kongen 19. juli på Københavns Slot holdt hans bryllup med dronningens hofjomfru Margrethe Bielke, en datter af den norske kansler Jens Bielke; hun var født på Elmgård i Smålenene 24. oktober 1622 og døde i København 11. november 1698. Med hende fik han herregårdene Evje og Sande i Smålenene. Marchalck var canonicus i Lübeck og fik 1660 forleningsbrev på Mariekirkens Provsti og Rakkestad Len; 1662-69 var han amtmand i Bratsberg Amt og blev i sidstnævnte år befalingsmand på Bergenhus og vicekansler samt ved svogeren Ove Bielkes død 1674 (sidste) kansler i Norge. 1673 blev han Ridder af Dannebrog og var derhos gehejmeråd samt assessor i Statskollegiet og Højesteret, ligesom han i Norge var medlem af Overhofretten. Han drev, som sine standsfæller i Norge, savbrug og tømmerhandel og var en rig mand, da han ved ansættelsen til krigsstyr i 1676 står i 1. klasse. Han afgik ved døden på Bergenhus 16. marts 1679. Han ejede også godset Hutloh i Nedersaksen. Hans slægt uddøde i Norden med hans børn.